# Francesco Cazzamini-Mussi
Francesco Cazzamini-Mussi, noto anche con lo pseudonimo di Francesco Margaritis (Milano, 18 aprile 1888 – Baveno, 1º aprile 1952), è stato un poeta, scrittore e critico letterario italiano.

## Biografia
Figlio di Giuseppe Cazzamini e Barbara Mussi. Compose, con lo pseudonimo di Francesco Margaritis, le sue prime poesie, poi raccolte in Canti dell'adolescenza (1908). Fu legato da amicizia a Marino Moretti, con cui scrisse anche poemi drammatici e del quale redasse la prima monografia (Marino Moretti, Vallecchi, 1931). Fu recensore e autore di libri d'avventura. Nonostante la copiosa produzione, è stato obliato. In tempi recenti si segnala la ristampa di Omagg a Meneghin, una raccolta di versi in dialetto milanese (Ledizioni, 2015). 
Tradusse Novelle comiche di Maupassant (Rizzoli, 1936), i Ricordi di Marco Aurelio  (nel 1943, sulla seconda edizione di Stich; sono tutt'oggi pubblicati da Einaudi, rivisti da Carlo Carena sul testo di Theiler) e le Facetiae di Poggio Bracciolini (Formíggini, 1927).

## Opere
- Canti dell'adolescenza, Torino, Soc. Tip. Ed. Naz., 1908.
- Piccole prose, 1908.
- F. Cazzamini-Mussi-Marino Moretti, Leonardo da Vinci, Milano, Baldini & Castoldi, 1909.
- F. Cazzamini-Mussi-M. Moretti, Gli allighieri, Milano, Baldini & Castoldi, 1910.
- F. Cazzamini Mussi -M. Moretti, Frate Sole. Poema drammatico in cinque atti, Milano, Baldini & Castoldi, 1911.
- Alma Poesis. Soliloqui letterari, Rocca San Casciano, Cappelli, 1911.
- F. Cazzamini-Mussi-M. Moretti, Giuditta, Rivista di Roma, 1912.
- Alma Poesis. Nuovi soliloqui letterari, Palermo, Sandron, 1913.
- Fogline d'assenzio, Napoli, Ricciardi, 1913.
- Amore o quasi, Milano, Baldini & Castoldi, 1915.
- Un umorista dimenticato. l medico poeta Giovanni Rajberti, Firenze, Rassegna Nazionale, 1915.
- Le allee solitarie, Napoli, Ricciardi, 1920.
- Quasi dal vero, Milano, Treves, 1921.
- Il cuore e l'urna, Milano, Treves, 1923.
- Ritratti letterari, Palermo, Sandron, 1923.
- Il sole negli occhi, Firenze, Vallecchi, 1924.
- Il naso di Cleopatra, Foligno, Campitelli, 1925.
- Uomini e libri. Saggi critici, Palermo, Sandron, 1927.
- Facezie di Poggio Fiorentino, Roma, Formíggini, 1928.
- Marino Moretti. Studio critico, Firenze, Vallecchi, 1931.
- Il giornalismo a Milano dalle origini alla prima Guerra d'Indipendenza, Milano, La Famiglia Meneghina, 1934.
- Il giornalismo a Milano dal Quarantotto al Novecento, Como, Emo Cavalleri, 1935.
- Lacrime e sole, Roma, A. F. Formíggini, 1938.
- La congiura di Gerolamo Morone, Milano, Famiglia Meneghina Editrice, 1945.
- Milano durante la dominazione spagnola (1525-1706), Milano, Ceschina, 1947.
- Le spiagge dell'oblio, Modena, Guanda, 1947.
- Lo spirito meneghino attraverso i tempi, Milano, Ceschina, 1950.
- Poesie, prefazione di M. Moretti, Torino, SEI, 1953.

### Curatele
- Aneddoti milanesi, raccolti da F. Cazzamini Mussi, Roma, A. F. Formíggini, 1934.
- Le più belle pagine di Giuseppe Rovani, scelte da F. Cazzamini-Mussi, Milano, Fratelli Treves, 1935.

### Traduzioni
- Poggio Bracciolini, Facezie, Roma, A. F. Formíggini, 1927.
- Guy de Maupassant, Novelle comiche, Milano, Rizzoli, 1936.
- Marco Aurelio, Ricordi, Torino, Einaudi, 1943-1960. Traduzione riveduta da Carlo Carena, 1968.